# بيل جوستين
بيل جوستين (بالإنجليزية: Bill Heath)‏ (15 أبريل 1934 في المملكة المتحدة - ) هو مدرب كرة قدم ولاعب كرة قدم بريطاني في مركز حراسة المرمى. لعب مع نادي بورنموث ولينكولن سيتي أف سي ونادي كامبريدج ستي وNewmarket Town F.C. ‏.

## وصلات خارجية
- بيل جوستين على موقع قاعدة بيانات كرة القدم.إي يو (الإنجليزية)